# E404
E404 eller Europaväg 404 är en europaväg som går mellan Jabbeke och Zeebrugge i Belgien.  

## Sträckning
Jabbeke - Zeebrugge
Vägen är inte skyltad och finns inte i de flesta vägkartor, men står i Europavägskonventionen. Längden är cirka 30 kilometer. Den är troligen tänkt att gå längs kusten, men den bästa vägen Jabbeke - Zeebrugge är via Brugge, som redan är europaväg, E403.

## Anslutningar
- E40
- E34
- E403